# Typhlops platyrhynchus
Typhlops platyrhynchus este o specie de șerpi din genul Typhlops, familia Typhlopidae, descrisă de Sternfeld 1910. Conform Catalogue of Life specia Typhlops platyrhynchus nu are subspecii cunoscute.